# Fumata blanca i fumata negra

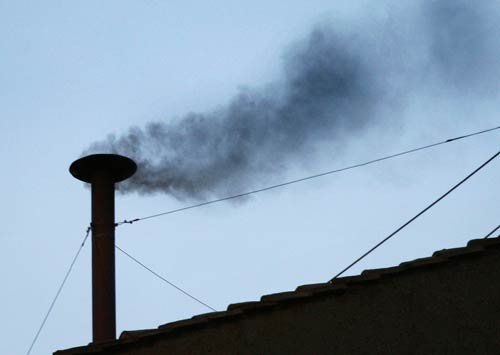
Fumata nera a la Capella Sixtina, la qual indica que no s'assolí cap consens per elegir un papa en el conclave.

La fumata blanca i fumata negra (o fumata bianca e fumata nera en italià) és la columna de fum que surt de la Capella Sixtina quan acaba una ronda de votació per elegir un nou Papa. El color blanc del fum significa que hi ha hagut una votació amb èxit positiu; en cas contrari el fum és negre i s'anomena "fumata negra".
Un cop finalitzada la fumata blanca, apareix al balcó de la Basílica de Sant Pere el cardenal protodiaca, qui anuncia l'assoliment de l'acord a la comunitat de creients amb la fórmula Annuntio vobis gaudium magnum: habemus Papam ("Anuncio amb gran joia: tenim Papa") i presenta el nou pontífex.
Existeix també la fumata groga, que és simplement una de prova que es realitza a l'inici del Conclave per assegurar-se del correcte funcionament de l'estufa i la xemeneia on es cremen les paperetes i altres documents, que es va mantenir fins al 2005. L'estufa que actualment es fa servir als conclaves és la mateixa des del 1939 i té impreses amb un punxó les dates dels conclaves realitzats des del moment de la seva introducció. Malgrat tota la preparació, moltes vegades el color de la fumata pot portar a error o dubtes, com en el cas de les eleccions de Joan Pau I i de Benet XVI, quan hi va haver moments d'incertesa sobre el color del fum, motiu pel qual s'ha introduït el so de les campanes de la Basílica de Sant Pere.